# Pescador (pel·lícula)
Pescador és una pel·lícula equatoriana dirigida pel director equatorià Sebastián Cordero. Es va estrenar mundialment en la 59 edició del Festival de Sant Sebastià a Espanya el 2011.

## Sinopsi
Blanquito és un home divertit i sociable de 30 anys que viu amb la seva mare en un petit poble pesquer. Un carregament de cocaïna apareix un dia a la platja, permetent-li viatjar a la recerca d'una millor vida i del pare al qual mai va conèixer, al costat d'una dona que diu poder transportar la droga. Però les coses no són com semblen i Blanquito aviat s'adonarà que no pertany a cap lloc.

## Trama

### La troballa de la cocaïna
La història gira entorn de Blanquito, un home de 30 anys que viu al costat de la seva mare en un petit poble pesquer anomenat "El Matal", en la costa nord de l'Equador. A Blanquito no li interessa el món de la pesca, no sap ni llançar una xarxa a l'aigua. El que més vol és viatjar a Guayaquil i començar una altra vida lluny del Matal, ja que sent no pertànyer a aquest poble. Un dels seus propòsits és conèixer al seu pare, un polític molt conegut, però que així i tot ell no coneix, pel fet que va abandonar la seva mare quan ella estava embarassada d'ell i només sap que porta el seu mateix nom, Carlos Adrián Solórzano.
Un matí de matinada, Blanquito s'aixeca tard al treball, per a carregar canastres plenes de peixos des dels pots dels seus col·legues pescadors fins a la riba de la platja, on s'adona d'una de les caixes de fusta que van ser arrossegades per la marea, la qual conté paquets folrats en plàstic amb forma de maons, plens de cocaïna. Després d'obrir-ne un i provar la pols blanca al seu interior, s'adona del que té i comença a emportar-se tot el que pot cap a la seva casa, igual que tots els pescadors i habitants del poble que es trobaven en aquest moment.

### Coneix a Lorna

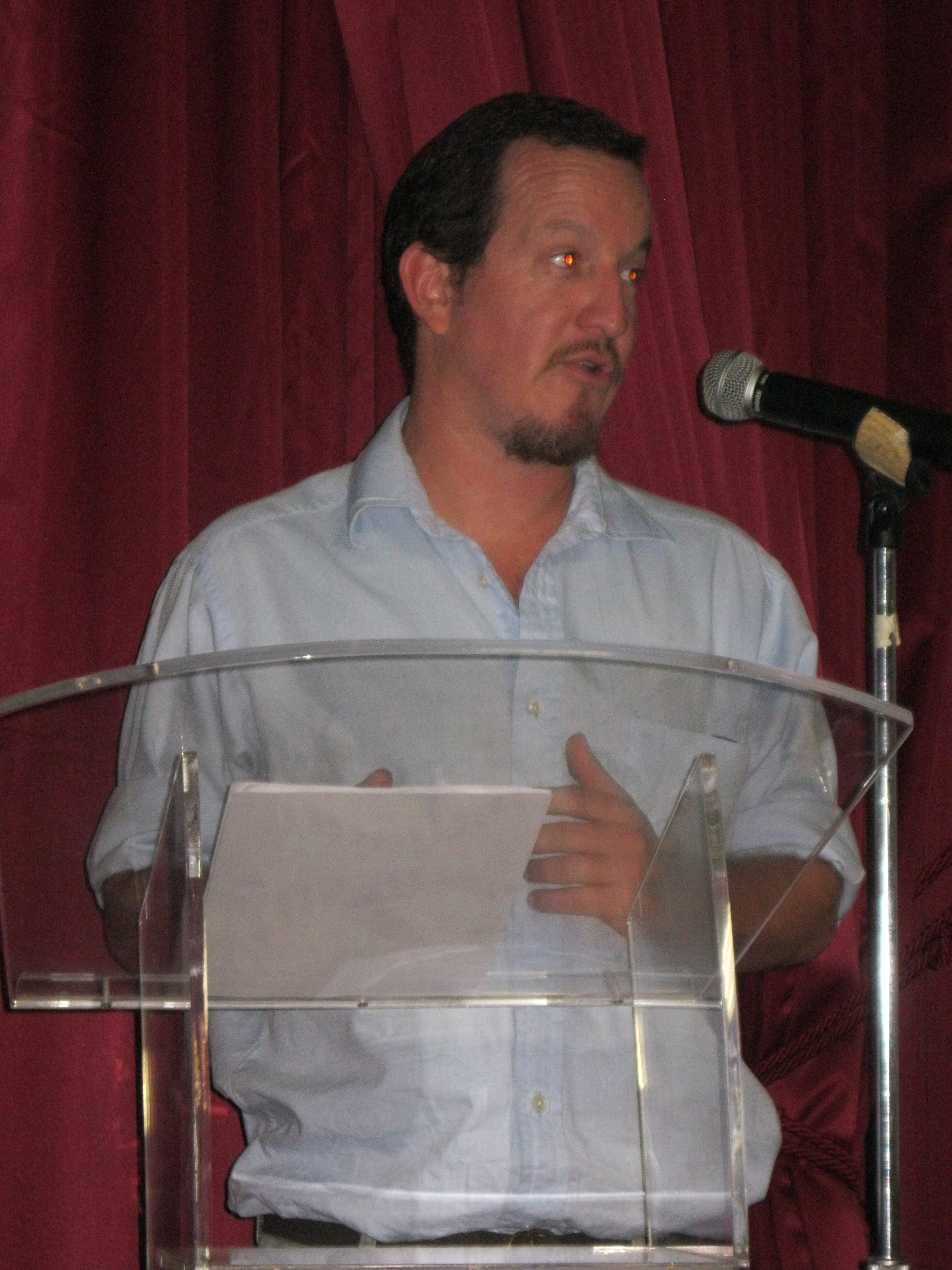
Andrés Crespo, actor que va interpretar a Blanquito

Més tard Blanquito porta un encàrrec des de la botiga d'un amic cap a una casa luxosa on coneix a Lorna, una colombiana de la que s'enamora. Lorna no té prou diners per a pagar l'encàrrec, ja que va ser abandonada pel seu xicot Elías, l'amo de la casa. A la nit els narcotraficants es van reunir amb la gent del poble per comprar-los cada maó de droga trobat per cinc-cents dòlars, però Blanquito sap que pot guanyar molt més i decideix vendre'ls un parell de paquets per poder a la fi, viatjar a Guayaquil i guanyar més diners pels maons restants. Pel fet que el seu amic l'amo de la botiga, decideix no acompanyar-lo ja que el seu somni és muntar al poble una empresa de mariscos al costat de Blanquito, que tingui de nom "Mariscos del Mar", i tan bon punt s'assabenta que la noia a la que pretenia es va ficar al llit amb un dels seus companys de pesca, pren la decisió de demanar-li a Lorna que l'acompanyi a Guayaquil per trobar al seu pare i vendre tot els seus paquets, per la qual cosa li pagaria cinc-cents dòlars, ella accepta pensant que es pot sortir-se amb la seva i safarse de Blanquito, per poder tornar a Colòmbia i reunir-se amb la seva filla i li diu que té contactes a Quito als quals pot vendre'ls la cocaïna.

### El viatge a Guayaquil
Emprenen el viatge l'endemà i arriben a Manta, on passen la nit a un hotel. Després que Blanquito s'emborratxa amb el licor del mini bar de l'habitació, Lorna crida a Fabricio (un xofer que treballa per a Elías), i se'n van de l'hotel amb la maleta de Blanquito. En adonar-se que la maleta no contenia la cocaïna, torna a l'hotel i l'endemà viatja a Guayaquil amb Blanquito en el cotxe de Fabricio dient que és un taxi que va cridar per a portar-los. Després d'allotjar-se en un hotel de Guayaquil, Blanquito comença el dia sense diners en un cabaret després de passar la nit emborratxant-se i festejant amb un trasvesti i un tipus. Es comunica amb la seva mare perquè li enviï els paquets que va deixar a El Matal per correu, ja que ell només carregava els diners que li van donar els narcotraficants, i al costat de Lorna va a la recerca del seu pare, qui és prefecte de la ciutat, anomenat Carlos Adrián Solórzano. El seu pare malgrat dir-li que li cau bé i que no nega haver passat una nit de diversió amb una noia fa 30 anys, nega reconèixer-lo. Blanquito es deprimeix i visita la tomba del seu ídol Julio Jaramillo, més tard a la nit, Lorna i Blanquito es contacten amb els fills del prefecte per vendre'ls cocaïna i així tenir diners per a viatjar a Quito.

### Viatge a Quito
A Quito es troben amb Elías i uns amics, per a vendre-li alguns paquets. Després d'això, Blanquito s'assabenta que Fabricio treballa per Elías i comença a dubtar de Lorna. Després de provar una mica de cocaïna pura, a petició d'un dels amics d'Elías, i entrar en depressió en veure que Lorna tenia relacions sexuals amb Elías, decideix tornar a l'hotel sense previ avís i arriba a un acord amb Fabricio. L'endemà recull totes les seves coses marxant-se i deixant un sobre amb els cinc-cents dòlars per Lorna, complint amb la seva part del tracte. Observa des de fora l'arribada de Lorna i Elías al costat de Fabricio, que després que pugessin a l'hotel, tots dos, va creuar mirades amb el xofer i en tornar al cotxe Blanquito desapareix del lloc. Finalment arriba a un restaurant, on llegeix en el menú, el nom del lloc anomenat, "Mariscos del Mar".

## Repartiment
- Andrés Crespo (Blanquito)[1]
- María Cecilia Sánchez (Lorna)[1]
- Carlos Valencia (Fabricio)[1]
- Marcelo Aguirre (Elías)[1]
- Antonio Santos (Carlos Adrián Solórzano pare de Blanquito)[1][3]

## Premis
- Ministeri d'Educació de l'Equador: Premi August San Miguel Categoria Llargmetratge de Ficció 2009
- Nominada a Millor Pel·lícula Iberoamericana als Premis Ariel de Mèxic.[4]
- Festival Internacional de Cinema a Guadalajara: Premi Mayahuel de plata, al Millor actor 2011[2]
- Festival Internacional de Cinema de Cartagena de Indias: Premi Millor Actor Secció Colòmbia 100%.[5]